# 水南站 (福建省)
水南站，位于福建省南平市延平区横排路，是外南铁路线上的车站。车站距离来舟站28公里，距福州站166公里，现为二等站，目前只办理货运业务，旧称南平站。

## 历史
1955年，南平站作为鹰厦线南平支线的附属工程开工建设，1958年1月交付运营。1958年，线路延长至福州，改名外福铁路。1963年，南平站进行第一次改造，站场股道增加至5条，并新建南平东站分流；1980年代末，受到水口水电站建设影响，车站下行至安济区间进行改线，并新建南平南站分流。
2016年1月10日，南平站（电报码：NPS，拼音码：NPI）停办车站客运业务。停办客运前车站每日有数对旅客列车停靠，在春节期间还会开行发往福州方向的临时旅客列车；货运仅办理粮食、饲料发送、到达业务。
2017年，南平市人民政府发出《南平市人民政府关于优化调整我市辖区铁路车站站名方案情况的报告》（南政综〔2017〕530号），提出因其地处延平区南部方向，提议将南平站（货运站）更名为延平南站。
2019年12月15日，根据中国国家铁路集团印发的《国铁集团关于宁城等站命名和南平南等站更名的通知》，南平站更名为水南站。

## 车站结构

### 站房

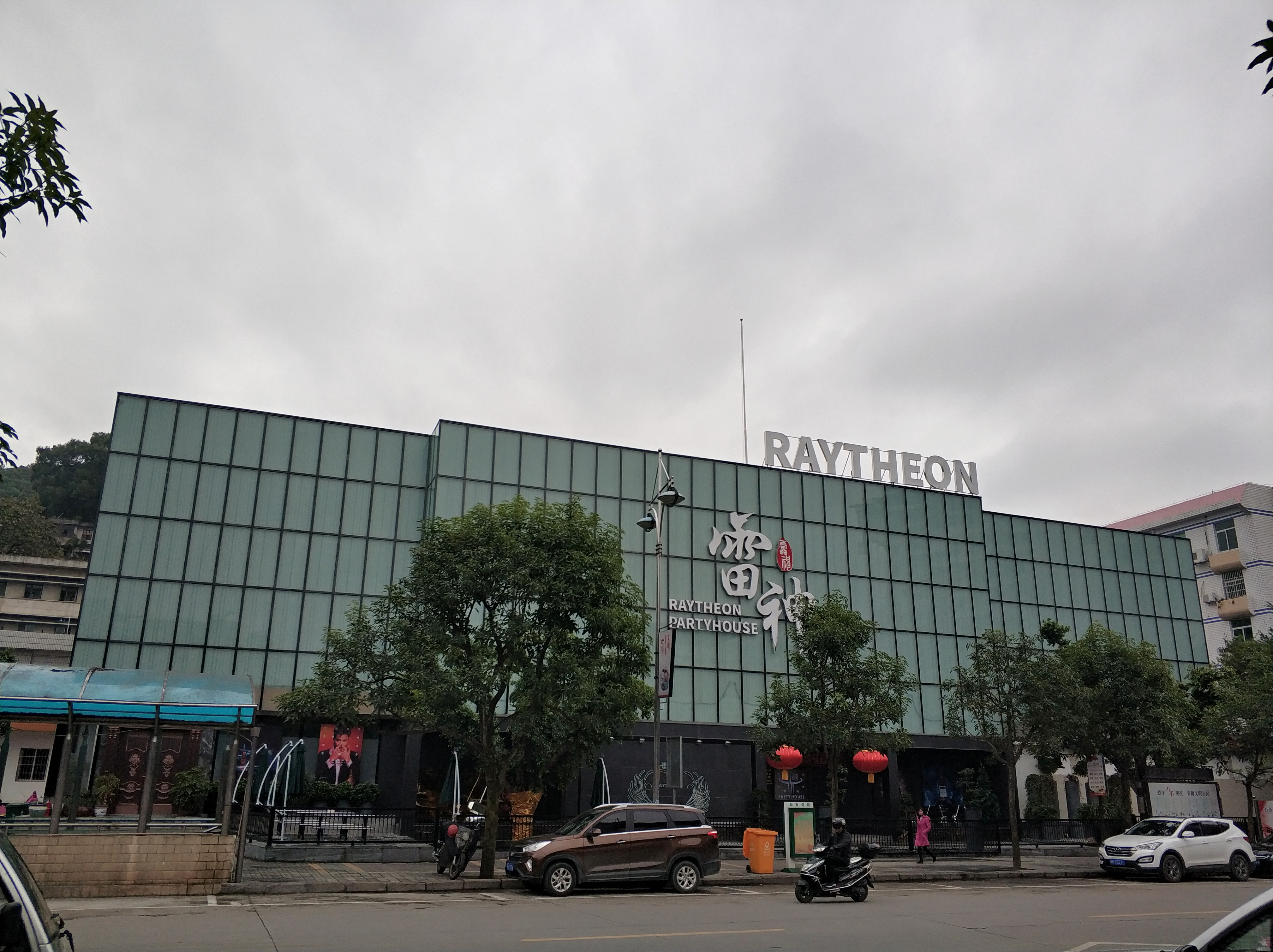
水南站站房

水南站目前的站房修建于1991年，长86米、深27米、建筑面积2260平方米。南平站站房外立面使用乳白色面砖、褐色大理石及茶色玻璃装饰。站房西北侧为售票处，面积300平方米，停办客运业务前设有3个售票窗口若干自助售取票机；进站口和候车室位于站房中部，和售票大厅通过无障碍通道相连。候车室跨度24米，面积1024平方米，最多可同时容纳1000人，内设有5个充电插座、卫生间以及小百合亲情服务台，车站的1号、2号两个检票口位于站房南侧，于站台相连；站房东南侧则是出站口。

### 站场
水南站站场共有4条到发线，外加1股货物线和半股牵出线。车站货场设有3条装卸线，并设有通往中石化东坑油库和福建南平水泥股份的专用线。
| 侧式站台 |               |
| 1站台    | 外南铁路 列车 |
| 2站台    | 外南铁路 列车 |
| 岛式站台 |               |
| 3站台    | 外南铁路 列车 |
| 侧线     | 外南铁路 列车 |

## 事件
- 1968年8月18日晚，约500-600名乘坐往福州方向火车的乘客在南平站强行扒车，混乱中造成死亡1人，受伤6人，铁路运输中断8小时[9]。
- 2015年12月2日中午，南平站附近、南平三中九峰分校的一名初一13岁学生李某在学校中午放学回家时为抄近路，未从行人天桥而是选择爬上火车车厢顶的方式穿越铁路，被高压电流击中，造成全身大面积烧伤。事件引发学校对铁路护网维护的忧虑[18]。